# Vepris lecomteana
Vepris lecomteana är en vinruteväxtart som först beskrevs av Jean Baptiste Louis Pierre, och fick sitt nu gällande namn av Cheek & T.Heller. Vepris lecomteana ingår i släktet Vepris och familjen vinruteväxter. Inga underarter finns listade i Catalogue of Life.